# 德米特羅·彭特萊丘克
德米特羅·維克托羅維奇·彭特萊丘克（羅馬化：Dmytro Viktorovych Penteleichuk；2000年8月9日—），乌克兰职业足球运动员，司职左中场，效力于马里乌波尔足球俱乐部。
彭特萊丘克畢業於布科维纳和利維夫國立體育學院的毕业生。
彭特莱丘克曾效力于乌克兰足球超级联赛预备队（U21/U19）的韦雷斯队和利沃夫队，2019年1月，他被提拔至高级队。2019年5月22日，他在利沃夫参加乌克兰足球超级联赛，在对阵卢甘斯克队的平局比赛中首度亮相。

## 外部鏈接
- Soccerway資料庫：德米特羅·彭特萊丘克
- 德米特羅·彭特萊丘克 at the 烏克蘭足球總會 （烏克蘭語）